# Hyundai Casper
Hyundai Casper – samochód osobowy typu crossover klasy miejskiej produkowany pod południowokoreańską marką Hyundai od 2021 roku.

## Historia i opis modelu

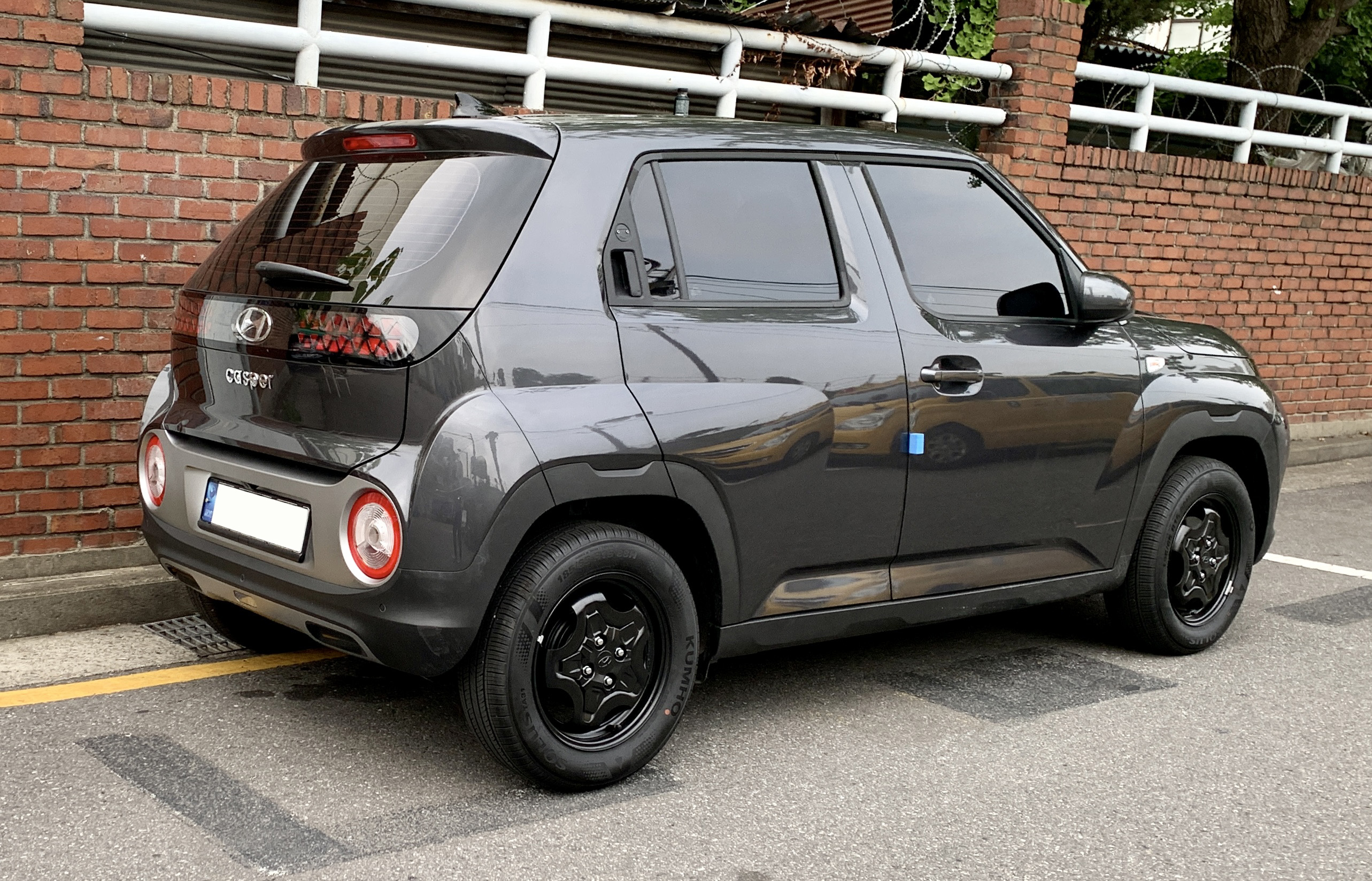
Hyundai Casper - tył

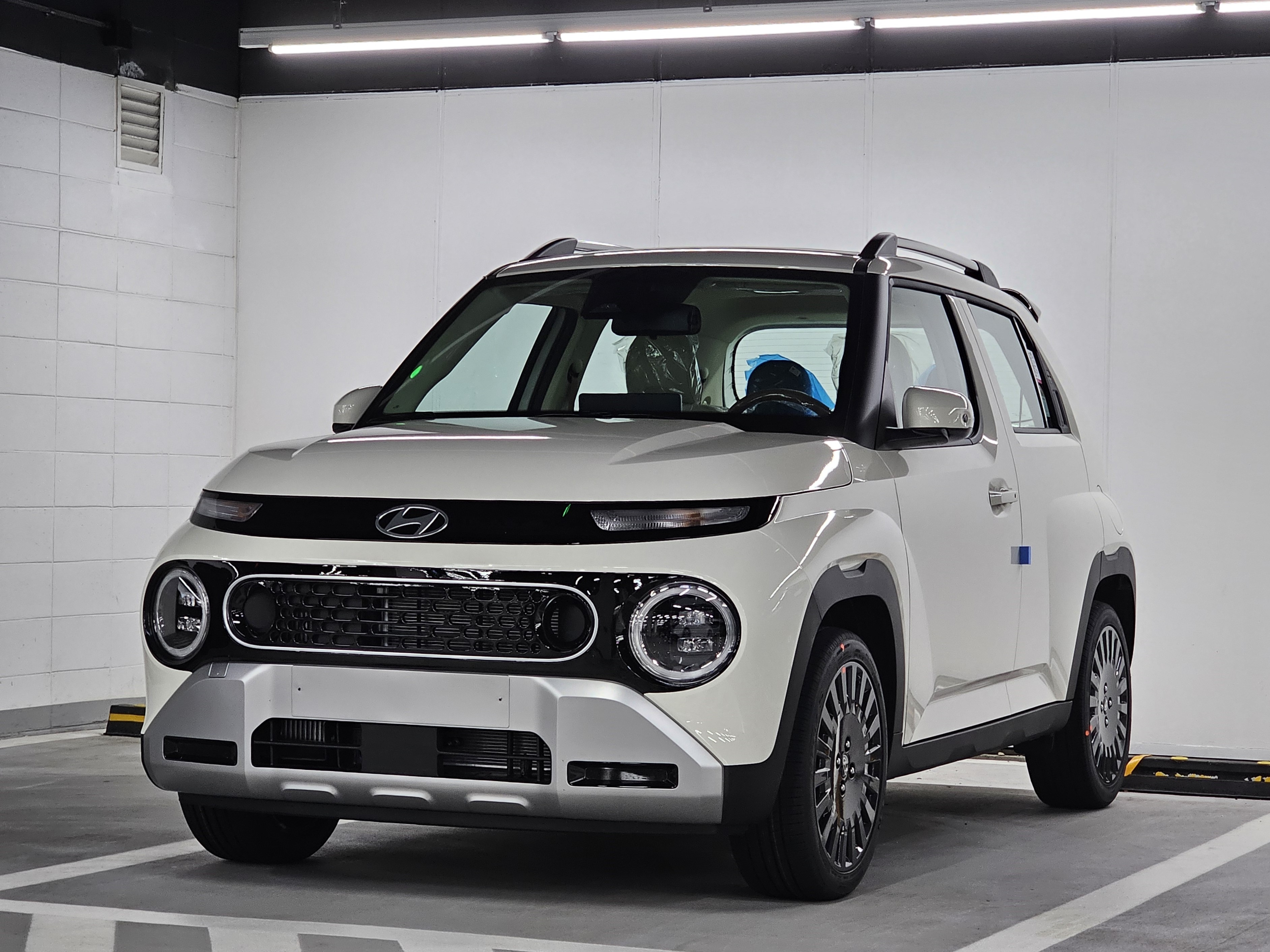
Hyundai Casper po liftingu

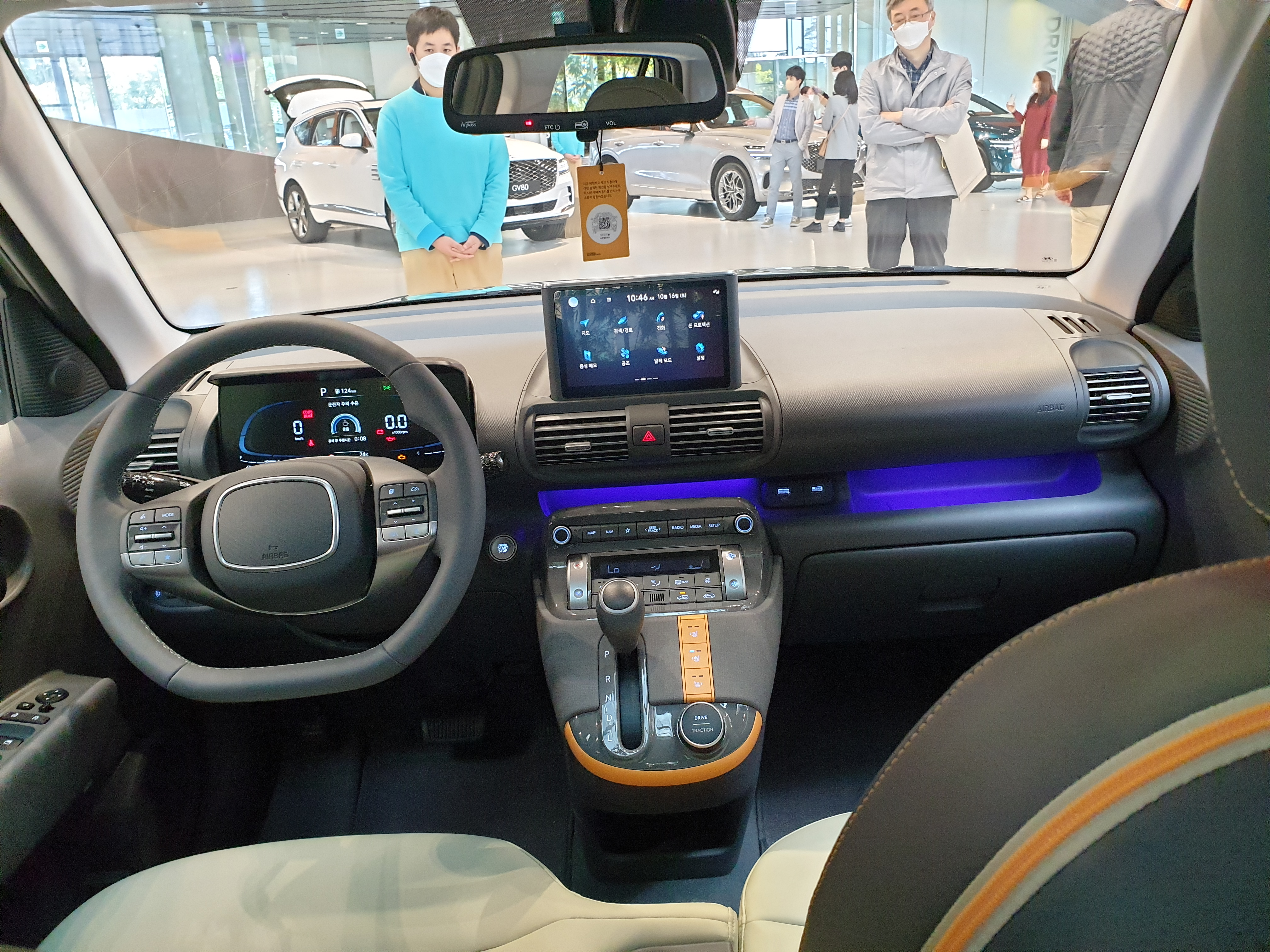
Hyundai Casper - kokpit

Choć pierwotnie to przedstawiony w 2019 roku crossover Venue uzupełniał ofertę takich pojazdów Hyundaia jako najmniejszy model, to w listopadzie 2020 roku w Indiach sfotografowano zamaskowany egzemplarz jeszcze mniejszego modelu o nieznanej wówczas nazwie, funkcjonując pod roboczą nazwą opartą na kodzie fabrycznym jako Hyundai AX1.
Samochód zadebiutował oficjalnie we wrześniu 2021 roku, zyskując nazwę Casper pochodzącą od jednej z odmian techniki kickflip stosowanej w skateboardingu, z długością równą niespełna 3,6 metra będąc najmniejszym i najtańszym crossoverem kiedykolwiek oferowanym przez Hyundaia. Zaliczany do segmentu A pojazd oparty został na płycie podłogowej K1, współdzieląc ją z podobnej wielkości hatchbackiem i10.
Pod kątem wizualnym Hyundai Casper utrzymany został w awangardowym wzornictwie, wzorem m.in. większych Venue i Kony zyskują dwupoziomowe reflektory z niżej osadzonymi o okrągłym kształcie. Linia szyb podzielona została na dwa segmenty, z klamkami tylnych drzwi umieszczonymi w słupku. Tylną część nadwozia przyozdobił z kolei jednoczęściowy pas o nieregularnym kształcie diod wraz z drugim rzędem okrągłych lamp w zderzaku. Kabina pasażerska utrzymana została we wzornictwie inspirowanym elektrycznym crossoverem Ioniq 5, wyróżniając się dwuramienną kierownicą pozbawioną loga firmowego, blisko zsuniętymi fotelami ze zintegrowanym podłokietnikiem i w pełni składanymi oparciami, a także zabudowaną konsolą centralną z ekranem systemu multimedialnego.
Gamę jednostek napędowych utworzyły dwa, trzycylindrowe silniki benzynowe o pojemności 1 litra. Podstawowy, wolnossący MPi rozwija moc 76 KM i 95 Nm maksymalnego momentu obrotowego, z kolei topowy, turbodoładowany T-GDI charakteryzuje się mocą 99 KM oraz 172 Nm maksymalnego momentu obrotowego.

### Lifting
W sierpniu 2024 Hyundai Casper przeszedł kosmetyczną restylizację, która przyniosła m.in. przeprojektowany pas przedni z inaczej zarysowanymi pasami oświetlenia LED, inaczej wyglądający zderzak z innym wypełnieniem dolnych kloszów reflektorów, a także przemodelowany zderzak tylny. Wewnątrz wprowadzono nowy wzór koła kierownicy, inny wzór cyfrowych zegarów, a także większy centralny ekran dotykowy systemu multimedialnego.

### Casper Van
W kwietniu 2022 gama wariantów Hyundaia Caspera na rodzimym rynku południowokoreańskim została poszerzona o uproszczony, tańszy i dwumiejscowy o nazwie Casper Van. Zgodnie z drugim członem, samochód w tej specyfikacji przeznaczono do odbiorców komercyjnych, pozwalając na transport towaru w powiększonym przedziale bagażowym pozbawionym drugiego rzędu siedzeń. Przedział duży na 940 litrów wzbogacono o przegrodę oraz metalowe wsporniki w szybach zapewniające bezpieczeństwo podczas transportu.

### Sprzedaż
Hyundai Casper został opracowany z myślą o lokalnej specyfice rynku rodzimego. Tuż po wrześniowej premierze z 2021 roku pojazd trafił do sprzedaży w Korei Południowej, gdzie wywołał bardzo duże zainteresowanie wśród potencjalnych nabywców. Tylko ciągu pierwszego dnia od otwarcia zamówień złożono ich 19 tysięcy, w tym jedno od urzędującego wówczas prezydenta kraju, Muna Jae-ina. W czerwcu 2022 Casper był ósmym najpopularniejszym samochodem kupowanym przez południowokoreańskich nabywców, utrzymując duże zainteresowanie.
Poczynając od marca 2022 Casper miał być wytwarzany i oferowany także na rynku indyjskim, bez planów na poszerzanie zasięgu rynkowego o inne regiony świata jak np. Europa. Ostatecznie mały crossover pozostał jednak konstrukcją wyłącznie lokalną, oferowaną i produkowaną tylko w Korei Południowej, a spodziewany mikro-crossover dla rynku indyjskiego ma być odrębną konstrukcją skonstruowaną z myślą o lokalnych, specyficznych preferencjach.

### Silniki
- R3 1.0l MPi 76 KM
- R3 1.0l T-GDI 99 KM

### Casper Electric

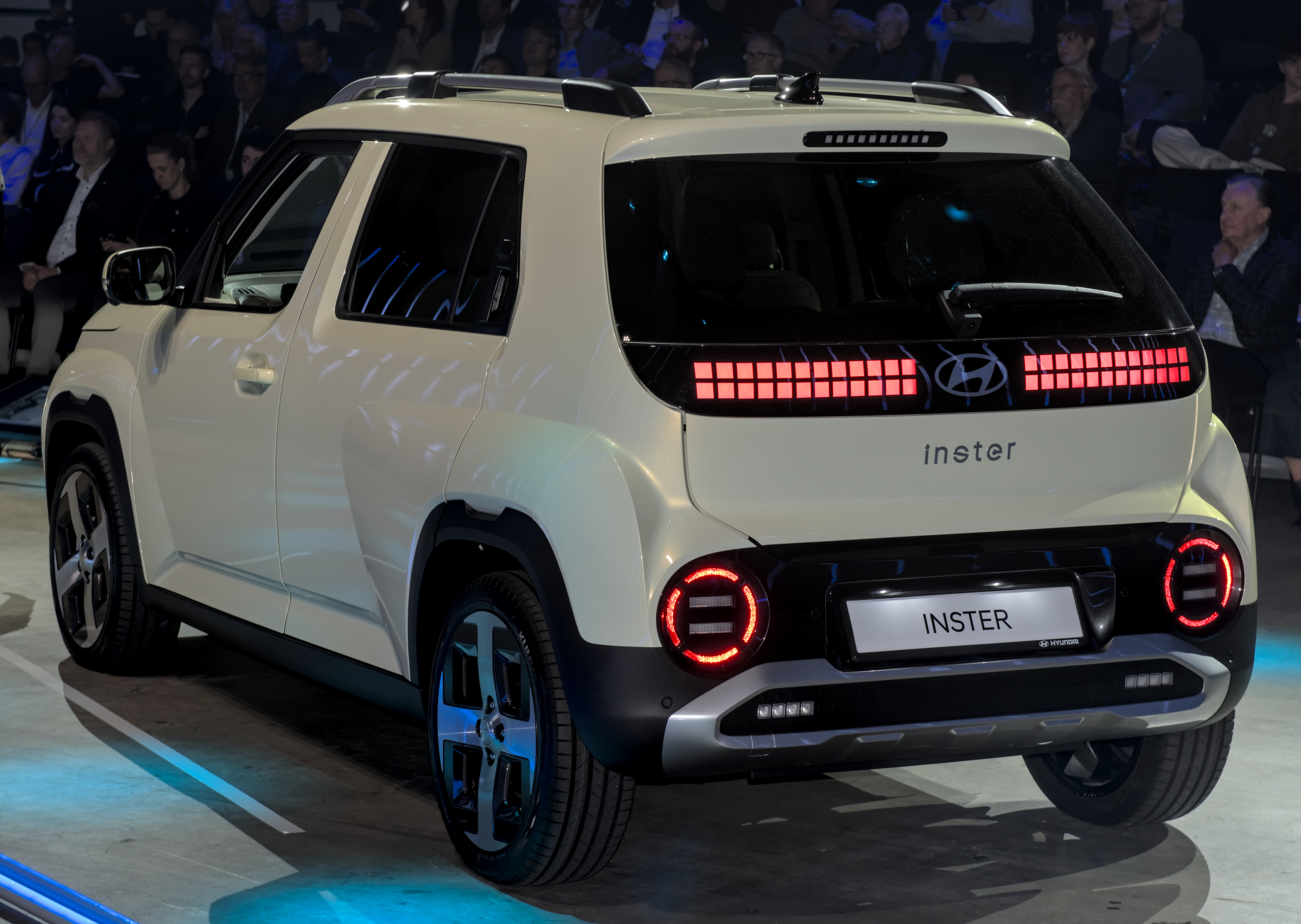
europejski Hyundai Inster - tył

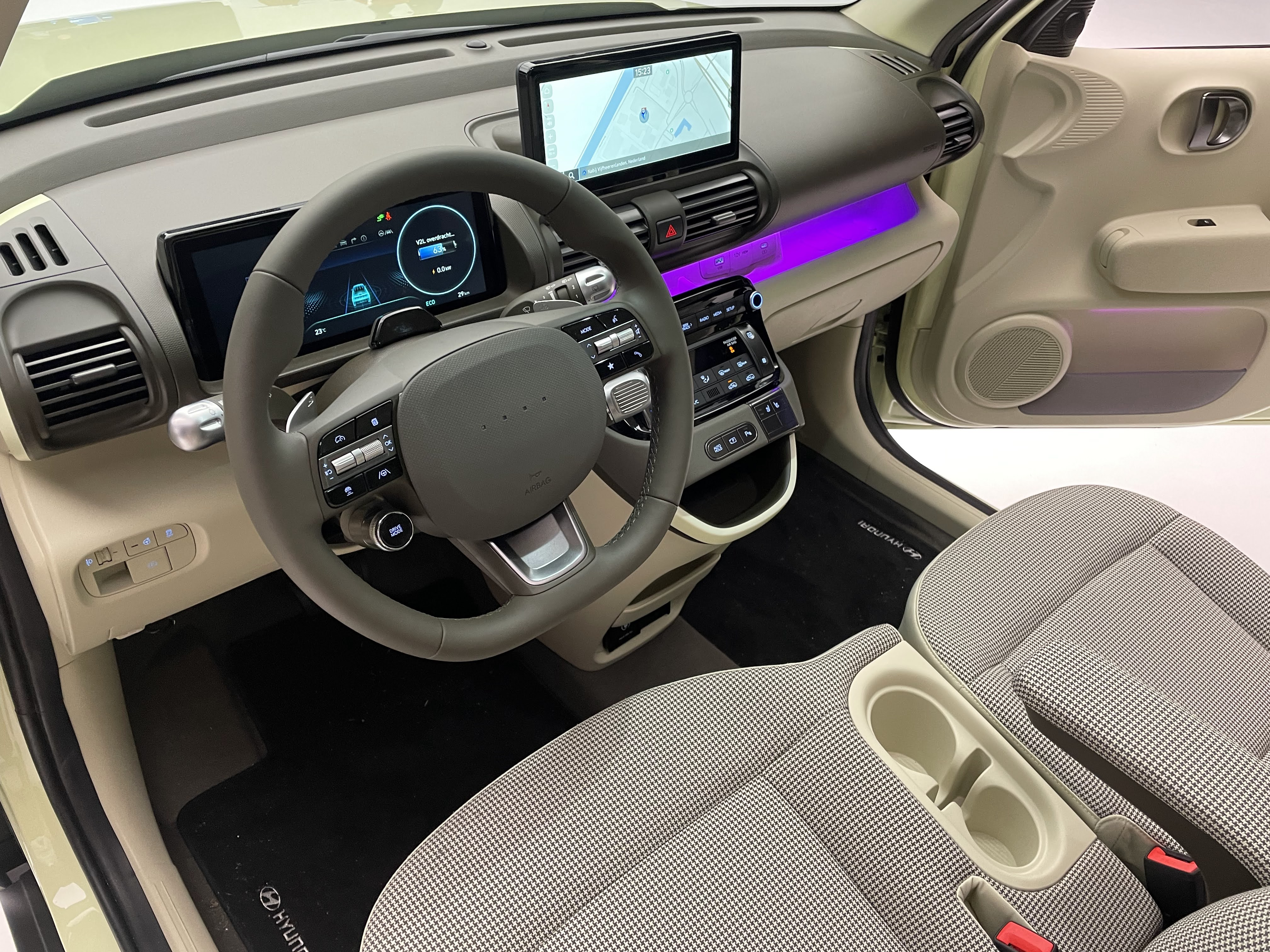
europejski Hyundai Inster - wnętrze

Hyundai Casper Electric został zaprezentowany po raz pierwszy w 2024 roku.
Po niespełna 3 latach produkcji Caspera, samochód posłużył jako baza dla najmniejszego i najtańszego w pełni elektrycznego samochodu w gamie Hyundaia. Casper Electric zachował takie same jak spalinowa odmiana proporcje nadwozia, z charakterystycznymi okrągłymi reflektorami, wąskim nadwoziem i wysoko osadzonym tylnym pasem świetlnym. Jednocześnie, wyraźnie wydłużono rozstaw osi, zwiększając przez to m.in. przestrzeń dla pasażerów tylnego rzędu siedzeń.
Kabina pasażerska przeszła minimalne zmiany w stosunku do spalinowego Caspera. Zastosowano inne koło kierownicy, większy ekran cyfrowych wskaźników o przekątnej 10,25 cala i takiej samej przekątnej centralny, dotykowy ekran systemu multimedialnego. Dodatkowo zastosowano ambientowy system wewnętrzengo oświetlenia, a zachowano z kolei system przesuwania tylnej kanapy dla powiększenia przestrzeni bagażowej.

### Sprzedaż
W pierwszej kolejności Hyundai Casper Electric zadebiutował na wewnętrznym rynku południowokoreańskim, trafiając do sprzedaży tuż po premierze z końcem czerwca 2024. Ponadto, w przeciwieństwie do wariantu spalinowego, przewidziano szeroki zakres rynków zbytu na eksport pod nazwą Hyundai Inster. Sprzedaż w Europie, Australii i Japonii uruchomiono w grudniu 2024, za głównego konkurenta obejmując takiej samej koncepcji Dacię Spring.

### Dane techniczne
Z myślą o napędzie Hyundaia Caspera Electric przewidziano dwa warianty. Podstawowy, silnikiem o mocy 95 KM i 147 Nm maksymalnego momentu obrotowego, rozwinął maksymalnie 140 km/h i sprint od 0 do 100 km/h w 11,7 sekundy. Topowy z kolei zyskał mocniejszą jednostkę 113 KM, rozpędzając się do 100 km/h w 10,6 sekundy i osiągając do 150 km/h. Mniejsza bateria, dla odmiany Standard Range, przy 42 kWh pojemności przewidziała do 300 kilometrów zasięgu WLTP. Większa, Long Range, przy baterii 49 kWh przewidziała do 315 kilometrów zasięgu WLTP.